# Psorosana testaceipennis
Psorosana testaceipennis is een vlinder uit de familie snuitmotten (Pyralidae). De wetenschappelijke naam van deze soort is voor het eerst geldig gepubliceerd in 1915 door Strand.
De soort komt voor in tropisch Afrika.